# Marques Murrell
(en) Statistiques sur pro-football-reference
(en) Statistiques sur statscrew
Marques Allen Murrell (né le 20 mars 1985 à Fayetteville) est un joueur américain de football américain et de football canadien. Son équipe la plus récente est les Alouettes de Montréal, évoluant en Ligue canadienne de football.

## Enfance
Murrell étudie à la Jack Britt High School de sa ville natale de Fayetteville où il va être un des meilleurs joueurs de la région de Fayetteville.

## Carrière

### Université
Il entre à l'université d'État des Appalaches où il intègre l'équipe de football américain des Mountaineers. Durant sa carrière universitaire, il va faire trente-six sacks et dix-huit provocations de fumbles. Il va remporter avec son université le titre de champion national de la division I-AA à deux reprises et lors du match pour le titre de 2005, il va provoqué un fumble, récupéré par Jason Hunter qui va marquer le touchdown victorieux.

### Professionnel
Marques Murrell n'est sélectionné par aucune équipe lors du draft de la NFL de 2007. Le 14 mai 2007, il signe comme agent libre non drafté avec les Eagles de Philadelphie et dispute le camp d'entraînement. Néanmoins, il est libéré le 1er septembre et rejoint deux jours plus tard l'équipe d'entraînement.
Le 7 novembre, les Jets de New York viennent chercher Murrell, alors dans l'équipe réserve des Eagles et signe avec l'équipe active de l'équipe de New York. Il va se contenter d'un poste de remplaçant durant ses années dans cette équipe et entre au cours de quatre matchs lors de cette saison. En 2008, il est sélectionné dans l'équipe des cinquante-trois hommes pour la saison et joue douze matchs comme remplaçant. Le 18 octobre 2009, il en vient aux mains avec le tight end des Bills de Buffalo Derek Fine, aux côtés de son coéquipiers de New York James Ihedigbo, après la défaite en prolongation de leur équipe contre les Bills. Murrell est condamné à une amende de cinq mille dollars et suspendu par l'entraîneur Rex Ryan pour le match suivant. New York le libère après la saison 2009.
Le 9 mars 2010, il signe avec les Patriots de la Nouvelle-Angleterre et arrive à faire partie de l'équipe pour la saison 2010 mais il est libéré après le match d'ouverture. Le 5 janvier 2011, il est rappelé par les Patriots pour le premier match des play-offs pour parrer une blessure. Il est libéré avant la saison 2011, le 30 août.
En 2011, il joue avec les Destroyers de Virginie, en United Football League où il remporte le champion UFL la même année. Le 7 mai 2012, il signe un contrat de deux ans avec les Alouettes de Montréal en Ligue canadienne de football.

## Palmarès
- Athlète masculin de la Southern Conference 2006
- Joueur défensif de la Southern Conference 2006
- All-American de la division I-AA 2005 et 2006
- Champion national de la division I-AA 2005 et 2006
- Champion UFL 2011